# Maxime Roy
Maxime Roy (* 1988) ist ein französischer Filmregisseur und Drehbuchautor.

## Leben
Maxime Roy entwickelte seine Leidenschaft für das Kino erst im späten Jugendalter, als er von einem Freund zu einer Privataufführung eines Films von Pascal Thomas eingeladen wurde, wobei der Regisseur anwesend war und Filmszenen kommentierte. Laut Roy hinterließ diese Aufführung einen bleibenden Eindruck und er entschied sich, Film zu studieren. Er schrieb sich an der École Supérieure de Réalisation Audiovisuelle Paris ein, wo er unter anderem bei Jacques Faure, Jean-Jacques Jauffret und Catherine Grisolet lernte. Es entstanden die Kurzfilme 1895 (2009) und La beauté carnivore (2010). Nach Ende des Studiums gründete Roy die Filmproduktionsfirma Nouveau Cri und produzierte mit Jeremy Trequesser seinen ersten Langfilm Même pas mal, der 2013 erschien. Roy schrieb weitere Langfilme, doch fehlten ihm die finanziellen Mittel, diese auch zu produzieren. Er zog sich aus dem Filmgeschäft zurück und arbeitete mehrere Jahre in kleinen Nebenjobs.
Über die Bekanntschaft zu Schauspieler François Creton kehrte Roy ins Filmgeschäft zurück und fand in TS Productions eine neue Filmproduktionsfirma. Roy schrieb seinen ersten professionellen Kurzfilm Beautiful Loser, den er mit TS Productions produzierte und in dem er François Creton in der Hauptrolle besetzte. Der Film erschien 2018 und wurde 2020 für einen César in der Kategorie Bester Kurzfilm nominiert. Im Jahr 2019 folgte mit Sole Mio ein Kurzfilm Roys, in dem er das Thema Transsexualität behandelt. Im Kurzfilm Anständige Leute aus dem Jahr 2020 ging Roy autobiografisch vor und übernahm an der Seite seiner hochschwangeren Freundin Clara Ponsot eine Nebenrolle. Der Kurzfilm erhielt 2022 eine César-Nominierung als Bester Kurzfilm. Mit Les héroïques veröffentlichte Roy 2021 schließlich seinen ersten Langfilm als Regisseur. Er arbeitete hier erneut mit Clara Ponsot und François Creton zusammen. Der Film erlebte auf den Internationalen Filmfestspielen von Cannes 2021 seine Premiere und wurde für die Caméra d’Or nominiert.

## Filmografie
- 2009: 1895 (Kurzfilm)
- 2010: La beauté carnivore (Kurzfilm)
- 2013: Même pas mal – Koregie
- 2018: Beautiful Loser (Kurzfilm)
- 2019: Sole Mio (Kurzfilm)
- 2020: Anständige Leute (Des gens bien) (Kurzfilm)
- 2021: Les héroïques

## Auszeichnungen (Auswahl)
- 2020: César-Nominierung, Bester Kurzfilm, für Beautiful Loser
- 2021: Nominierung Caméra d’Or, Internationale Filmfestspiele von Cannes, für Les héroïques
- 2021: Spezialpreis der Jury, Festival International du Film Francophone de Namur, für Les héroïques
- 2022: César-Nominierung, Bester Kurzfilm, für Anständige Leute